# سوبهاس صحبت می‌کند
سوبهاس صحبت می‌کند (به بنگالی: Ami Shubhash Bolchi) و (به انگلیسی: Subhas is speaking) فیلمی هندی محصول سال ۲۰۱۱ و به کارگردانی سردار پراساد است. در این فیلم بازیگرانی همچون میتون چاکرابورتی، صاحاب باتاچاریا، لابونی سرکار، بارکا سنگوپتا و ماهش مانجرکار ایفای نقش کرده‌اند.